# Lycaena megnifica
Lycaena megnifica är en fjärilsart som beskrevs av Grum-grshimailo 1887. Lycaena megnifica ingår i släktet Lycaena och familjen juvelvingar. Inga underarter finns listade i Catalogue of Life.